# Viaggio di Hitler in Italia

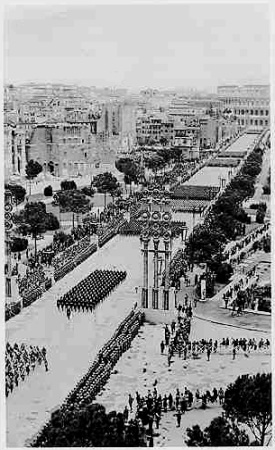
I reparti militari in via dei Fori Imperiali

Il viaggio di Hitler in Italia, avvenuto nel maggio 1938, rappresentò un importante evento diplomatico, organizzato per celebrare l'alleanza tra Italia e Germania nell'ambito dell'Asse Roma-Berlino. In questa occasione, Hitler, cancelliere da cinque anni, visitò le città di Roma, Napoli e Firenze, accompagnato da Benito Mussolini, dal re Vittorio Emanuele III e da diverse autorità civili e militari del regime fascista italiano. 

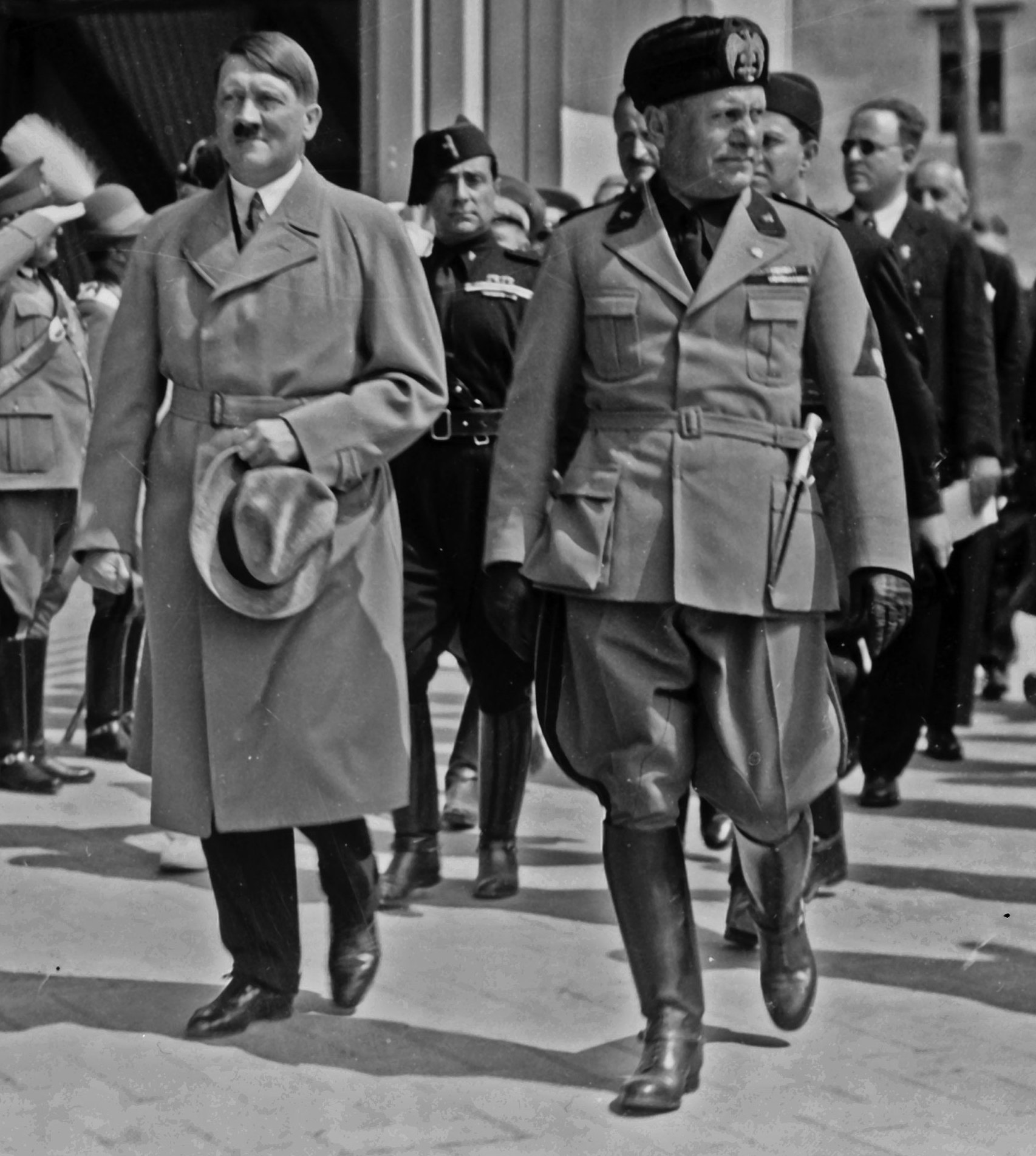
Il neo cancelliere tedesco Adolf Hitler accompagnato da Benito Mussolini

## Premessa
Il primo incontro ufficiale tra i due dittatori avvenne nel 1934, quando il Führer tedesco, venuto da poco al potere, si recò a Venezia per incontrare Mussolini, che considerava un modello politico. Mussolini aveva già consolidato il proprio potere con la Marcia su Roma del 28 ottobre 1922, evento che gli aveva consentito di ottenere la carica di Capo del Governo. Questo successo influenzò Hitler, il quale tentò a sua volta di prendere il potere attraverso un'insurrezione a Monaco di Baviera, nota come Putsch di Monaco del 1923. Il tentativo fallì, portando all'arresto di Hitler. Dieci anni più tardi, in seguito a una grave crisi economica, il Partito Nazionalsocialista ottenne la maggioranza elettorale; Hitler divenne Cancelliere e, con la morte del presidente della Repubblica di Weimar Paul Von Hindenburg, nel 1934, assunse anche la carica di Capo di Stato.
Italia e Germania iniziarono a intensificare la loro corrispondenza diplomatica soprattutto dopo la Guerra d'Etiopia. Nel 1935, con l'invasione dell'Impero Etiope, l'Italia subì sanzioni economiche da parte della Società delle Nazioni. Questa situazione deteriorò i rapporti diplomatici con Regno Unito e Francia, promotrici delle sanzioni, spingendo Mussolini a rivolgere maggiore attenzione alla Germania nazista, che aveva appoggiato l'impresa italiana e che condivideva tensioni con i paesi anglo-francesi, specialmente riguardo all'occupazione militare della Renania e alle ambizioni espansionistiche verso l'Austria. Nel 1936 Mussolini annunciò la nascita dell'alleanza tra l'Italia fascista e la Germania nazista, denominata ''Asse Roma-Berlino", che nel 1939 si trasformò nel "Patto d'Acciaio" ed infine nel "Patto tripartito" con l'ingresso del Giappone come terzo alleato.
La visita di stato di Hitler in Italia del 1938 fu concepita come un'occasione per esibire al mondo intero la nuova alleanza tra i due paesi. Per Mussolini, rappresentò anche un'opportunità per impressionare Hitler con la grandezza dell'Italia, messa in scena attraverso parate, rassegne ed esercitazioni militari delle forze armate italiane (Esercito, Marina e Aeronautica), oltre a visite ai principali monumenti dell'arte romana e fascista. La visita ufficiale mirava inoltre a stemperare alcune tensioni sorte tra i due Paesi in seguito all'annessione dell'Austria da parte della Germania. Mussolini, infatti, avrebbe inizialmente preferito che l'Italia mantenesse il confine con un Paese neutrale e sostanzialmente amico, come l'Austria, che aveva sostenuto solo quattro anni prima, piuttosto che con il Terzo Reich, uno stato potente e "ingombrante". Tuttavia, la nuova alleanza lo spinse ad accettare questo cambiamento geopolitico.

## Itinerario

### 3 maggio: l'arrivo in Italia

Vittorio Emanuele III stringe la mano a Hitler, appena giunto alla stazione di Roma Ostiense.

Partito in treno da Berlino, Hitler arrivò alle 8:00 del mattino al Brennero, dove venne accolto da Filiberto, Duca di Pistoia, in rappresentanza del Re, e da Achille Starace, segretario del Partito Nazionale Fascista, in rappresentanza di Mussolini. Dopo aver passato in rassegna la compagnia d'onore, Hitler e il suo seguito ripartirono, attraversando diverse città italiane, tra cui Bolzano, Verona e Bologna, dove vennero accolti dal suono di duecento locomotive. Alle 20:30 il corteo giunse alla stazione di Roma Ostiense, dove Hitler fu ricevuto dal Re, da Mussolini, dal Conte Ciano e da altre autorità. Dopo aver passato in rassegna le truppe d'onore, un corteo di carrozze reali accompagnò gli ospiti al Palazzo del Quirinale, residenza del Re, dove fu allestito un appartamento per Hitler. Il percorso fu illuminato per consentire la visione dei grandi monumenti della capitale.

### 4 maggio: la visita al Quirinale

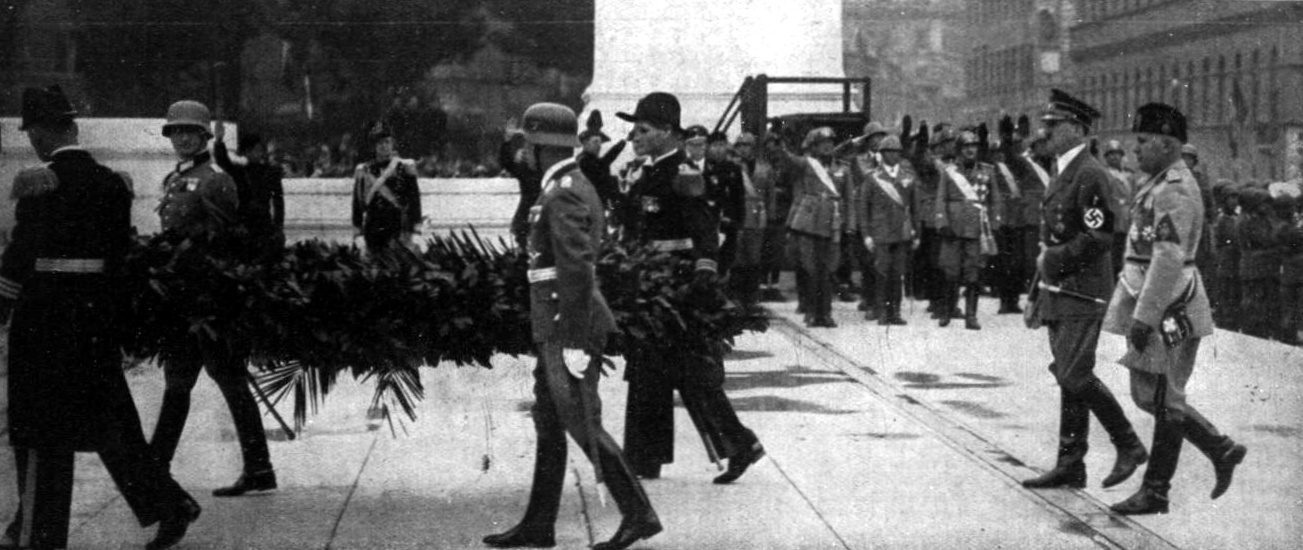
La deposizione della corona sulla Tomba del Milite Ignoto, presso l'Altare della Patria.

Al mattino, Mussolini, accompagnato dai ministri Ciano, Starace e Alfieri, si recò al Quirinale. Da qui uscì insieme all'ospite tedesco, a bordo di una Lancia Astura ministeriale scoperta, per visitare il Pantheon e rendere omaggio alle tombe dei Savoia, e successivamente all'Altare della Patria, dove deposero una corona sulla tomba del Milite Ignoto. Nel pomeriggio, Hitler assistette con Mussolini a una manifestazione di giovani fascisti a Centocelle, nella periferia romana; successivamente i due incontrarono la comunità tedesca residente a Roma presso la Basilica di Massenzio.
Alla cena ufficiale parteciparono oltre duecento invitati, tra cui il Re, la Regina, Heinrich Himmler, Joachim von Ribbentrop, la principessa Maria di Savoia, Filippo d'Assia e sua moglie Mafalda di Savoia.
Alle 22:30 Hitler partì in treno per Napoli.

### 5 maggio: Napoli

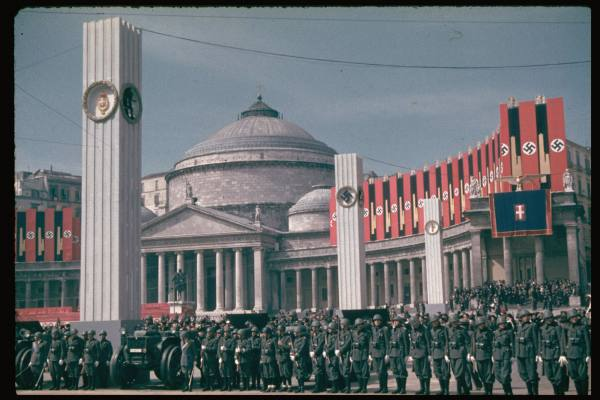
Piazza del Plebiscito, addobbata con gli emblemi di Casa Savoia, del fascismo e della Germania (scudi sabaudi, fascio littorio e svastiche).

Alle 10:00 del mattino, Hitler arrivò alla stazione di Napoli Mergellina e si diresse verso il porto, accompagnato da Vittorio Emanuele III. A bordo di una lancia insieme al Re e al Principe di Piemonte, si imbarcò sulla corazzata Cavour, dove fu accolto da Mussolini per assistere alla grande rivista militare della Regia Marina. Sul molo di San Vincenzo vennero ormeggiate la Cavour e la Cesare, mentre al di fuori del porto stazionavano i transatlantici Rex, Saturnia, Roma ed Esperia, affollati di spettatori, così come numerosi piroscafi ormeggiati fino a Portici. La rivista della Marina ebbe inizio quando il cacciatorpediniere Da Recco lasciò gli ormeggi, seguito da torpedinieri, MAS e dalla prima squadra composta da cacciatorpedinieri, corazzate e incrociatori, mentre alcuni aerei sorvolarono la formazione navale. Novanta sommergibili avanzarono fino alla flotta, per poi immergersi e riemergere.
La parata militare, che si svolse nel golfo di Napoli, fu un'occasione per mostrare agli alleati la potenza della Marina italiana e il livello del suo addestramento, dato che la Marina tedesca era nota per la sua inferiorità.
La rivista militare a cui Hitler presenziò fu una delle più grandi e significative nella storia della Marina militare italiana, con un totale di duecento unità tra navi e mezzi militari. La visita di Hitler a Napoli si concluse con un banchetto presso il Palazzo Reale, seguito da uno spettacolo al Teatro di San Carlo. Alle 22:00 Hitler ripartì in treno per Roma.

### 6 maggio: Roma
Al mattino, un corteo di automobili scoperte, con a bordo autorità italiane e tedesche, si diresse verso le vie dei Fori Imperiali e di San Gregorio, dove si tenne la grande parata militare. Dopo aver passato in rassegna la compagnia d'onore nel piazzale del Circo Massimo assieme al Re, Hitler raggiunse la tribuna reale per assistere alla sfilata. Sulla tribuna erano presenti, il Re e la Regina, Hitler e Mussolini, il generale Emilio De Bono, il maresciallo Pietro Badoglio, il ministro per gli affari esteri tedesco Ribbentrop e quello italiano Galeazzo Ciano, Rudolf Hess, il ministro Goebbels, il presidente del Senato Costanzo Ciano, le principesse Mafalda e Maria Francesca, e numerose altre autorità civili e militari italo-tedesche. Davanti alle autorità sfilarono vari corpi delle forze armate italiane, per un totale di 30.000 soldati. Alla parata presero parte anche reparti di cavalleria, artiglieria, fanteria e mezzi motorizzati, tra cui 400 carri armati.
Nel pomeriggio, Hitler e Mussolini si recarono al Palazzo delle Esposizioni in Via Nazionale per visitare la Mostra Augustea della Romanità, organizzata dal governo fascista tra il 1937 ed il 1938 in occasione del Bimillenario Augusteo, per celebrare i 2000 anni dalla nascita dell'imperatore Augusto (23 settembre 63 a.C.). Successivamente, Hitler partecipò a un ricevimento in Campidoglio, insieme alla famiglia reale, e in serata si recò a Villa Borghese, dove, nella Piazza di Siena, assistette a un grande spettacolo folcloristico di danze popolari, seguito dal carosello storico dei Carabinieri.

### 7 maggio: la visita ai monumenti dell'Arte romana

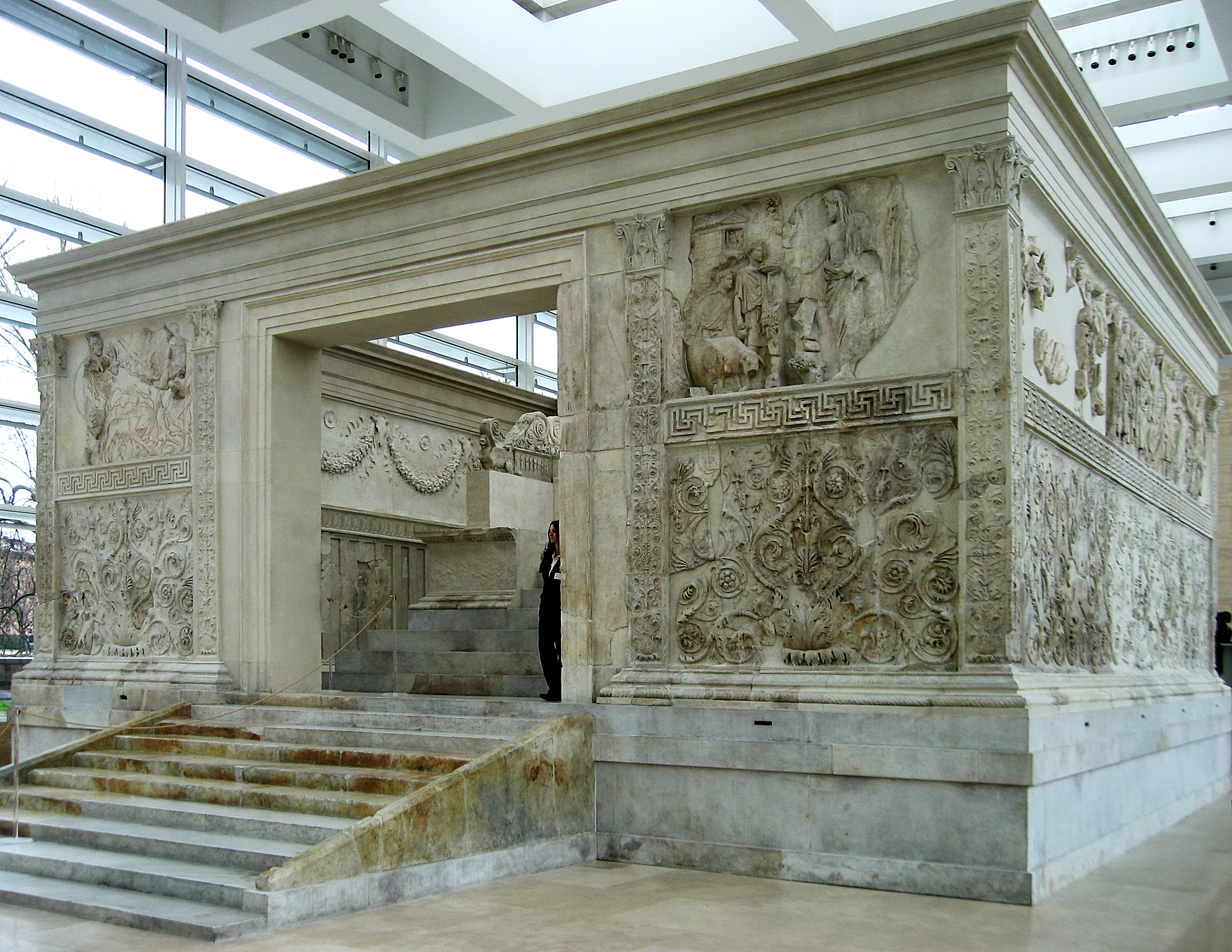
L'Ara Pacis

Il programma della giornata incluse una visita alle Terme di Diocleziano e all'Ara Pacis. Nel febbraio 1937, in preparazione del bimillenario della nascita di Augusto, il Consiglio dei ministri aveva disposto la ripresa degli scavi per l'Ara Pacis, impiegando tecniche all'avanguardia. Hitler e Mussolini si recarono poi a Villa Borghese per visitarne il museo, ricco d'importanti opere d'arte.
In serata, Mussolini organizzò un grande banchetto a Palazzo Venezia, durante il quale Hitler pronunciò un discorso di grande rilevanza politica. Rassicurò gli italiani sul fatto che, pur avendo appena annesso l'Austria, non nutriva alcuna ambizione sull'Alto-Adige: "È mia incrollabile volontà, ed è anche mio testamento politico al popolo tedesco, che consideri intangibile per sempre la frontiera delle Alpi eretta tra noi dalla natura. Sono certo che per Roma e per la Germania ne risulterà un avvenire glorioso e prospero. Duce! Così come Voi e il Vostro popolo vi siete mantenuti fedeli all'amicizia con la Germania in giornate decisive, così io e il mio popolo siamo pronti a dimostrare la stessa amicizia all'Italia in ore difficili."

### 8 maggio: le manovre militari a Furbara

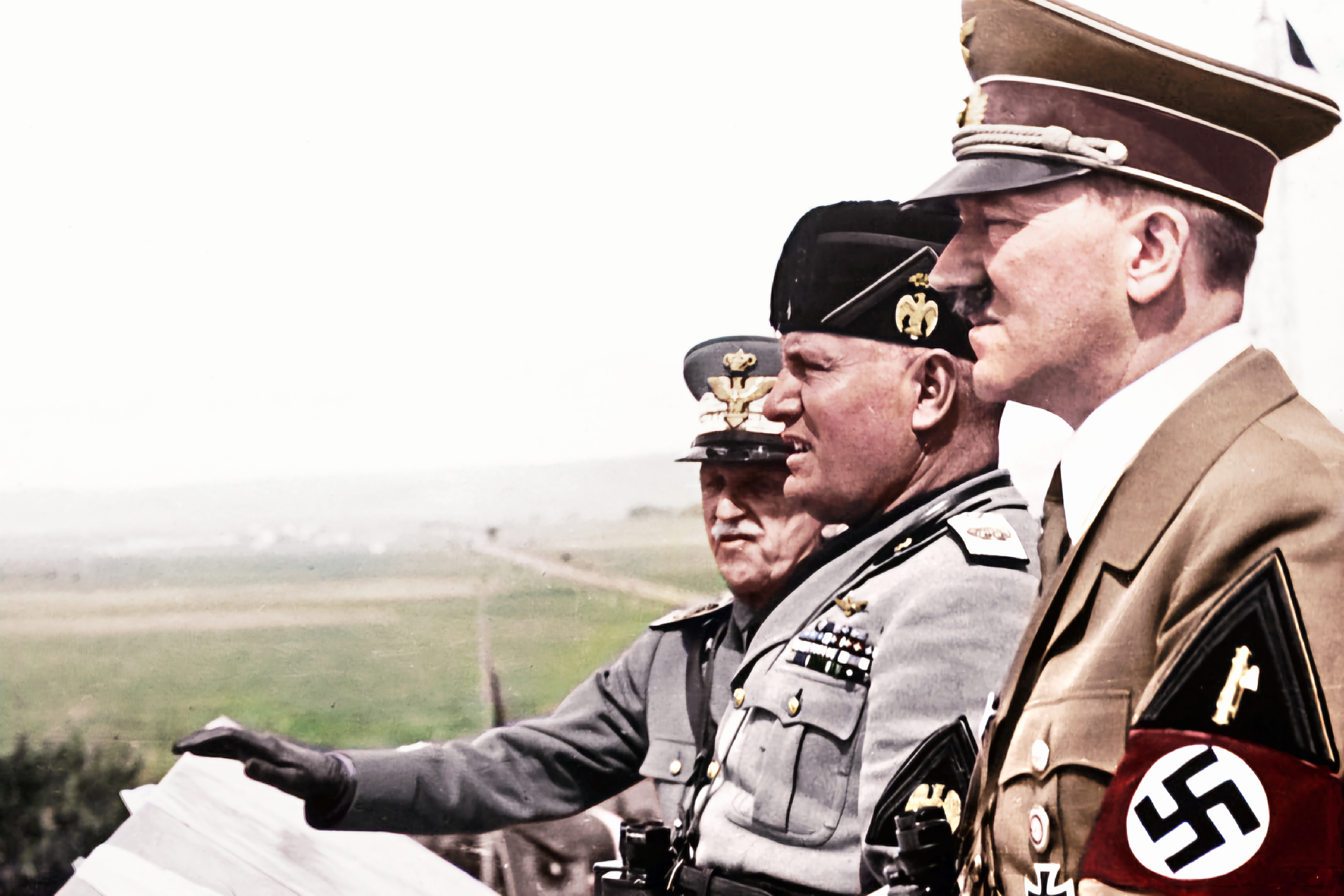
Vittorio Emanuele III, Mussolini e Hitler osservano le esercitazioni militari all'aeroporto di Furbara.

Il Re, Hitler e Mussolini si recarono a Furbara, a nord di Roma, per assistere a un'esibizione della Regia Aeronautica; una serie di acrobazie collettive e manovre elaborate, eseguite da quattro squadriglie di caccia, con una simulazione di combattimento e un bombardamento. Successivamente, nel porto antistante, ebbe luogo una dimostrazione aeronavale in cui alcuni aerei attaccarono due vecchi piroscafi. Terminata l'esercitazione, il corteo si spostò verso Santa Marinella per un'ulteriore parata militare, questa volta del Regio Esercito, con l'obiettivo di mostrare la forza della fanteria e delle artiglierie. Le truppe furono divise in due squadre, contraddistinte da bandierine rosse e azzurre, per simulare uno scontro bellico.
Alle 11:35 iniziarono le manovre, che si conclusero alle 12:15, quando Hitler e il Re lasciarono la tribuna in auto per dirigersi al Castello dei principi Odescalchi, sempre a Santa Marinella, dove vennero ospitati per pranzo. La giornata si concluse allo Stadio Olimpico di Roma con una manifestazione di giovani fascisti.

### 9 maggio: Firenze

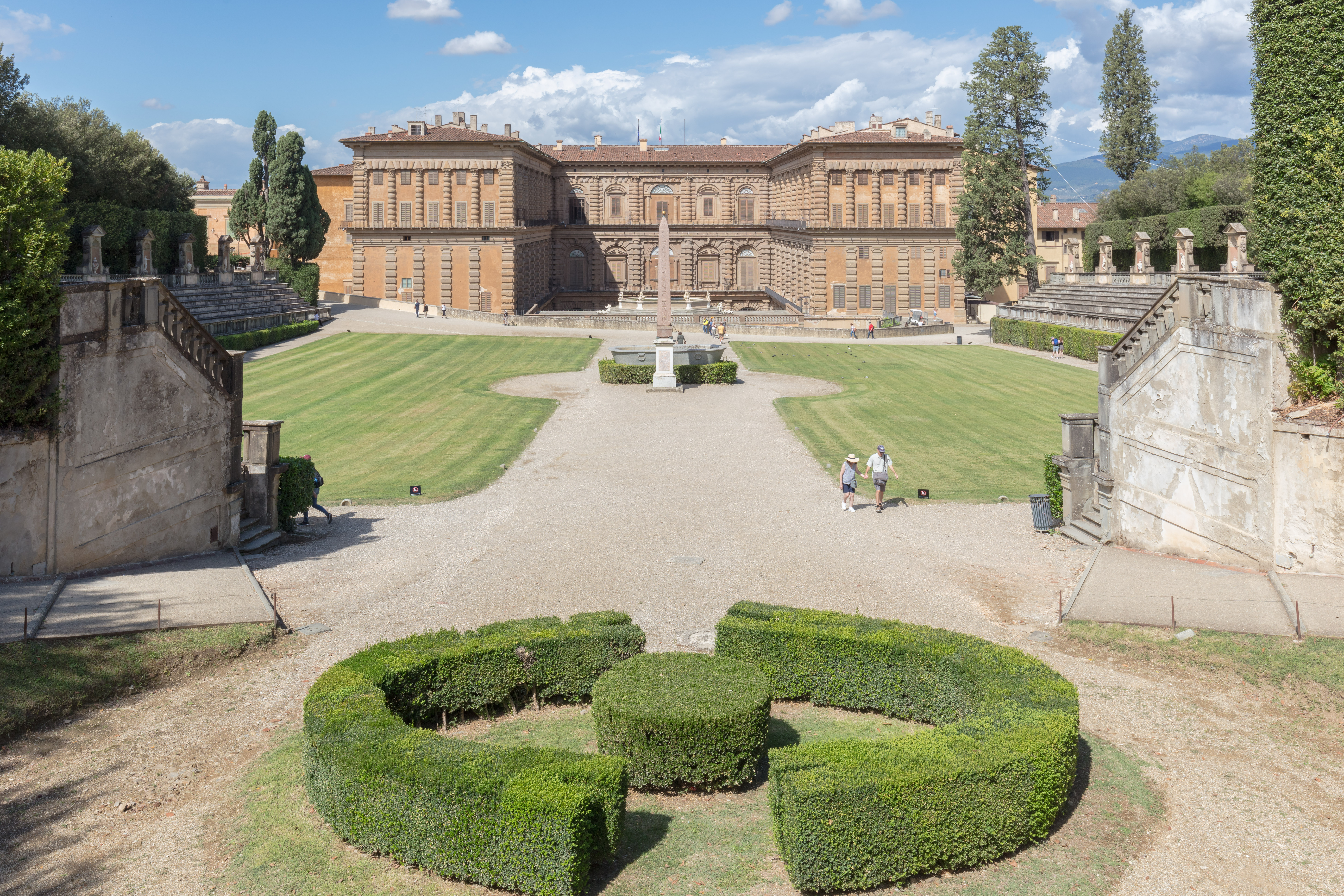
Una veduta del Giardino di Boboli

A bordo di una carrozza reale, Hitler, accompagnato dal Re, lasciò il Palazzo del Quirinale e, attraversando le vie di Roma tra una folla acclamante, arrivò alla Stazione Termini. Dopo aver passato in rassegna la compagnia d'onore dei Granatieri, scambiò i saluti con il sovrano e si congedò da Mussolini, che avrebbe rivisto poche ore dopo a Firenze. Giunto in città, Hitler venne accolto dal Capo del Governo e i due si diressero a Palazzo Pitti. Il corteo proseguì poi verso la Basilica di Santa Croce e giunse alla Cripta dei Caduti nella piazza antistante. Passando per il Piazzale Michelangelo, Mussolini e il Cancelliere si recano in seguito al Giardino di Boboli, dove presenziarono a uno spettacolo folcloristico dei giochi storici di Firenze, Siena, Pisa ed Arezzo.
Successivamente, l'ospite tedesco visitò la galleria di Palazzo Pitti, la celebre Galleria degli Uffizi e Palazzo Vecchio, dal cui balcone Hitler e Mussolini si affacciarono per salutare la folla riunitasi in Piazza della Signoria. Infine, dopo un soggiorno in Italia durato quasi sette giorni, il Cancelliere si congedò da Mussolini e ripartì per Berlino, dove venne accolto trionfalmente.

## Considerazioni

### Gli assenti

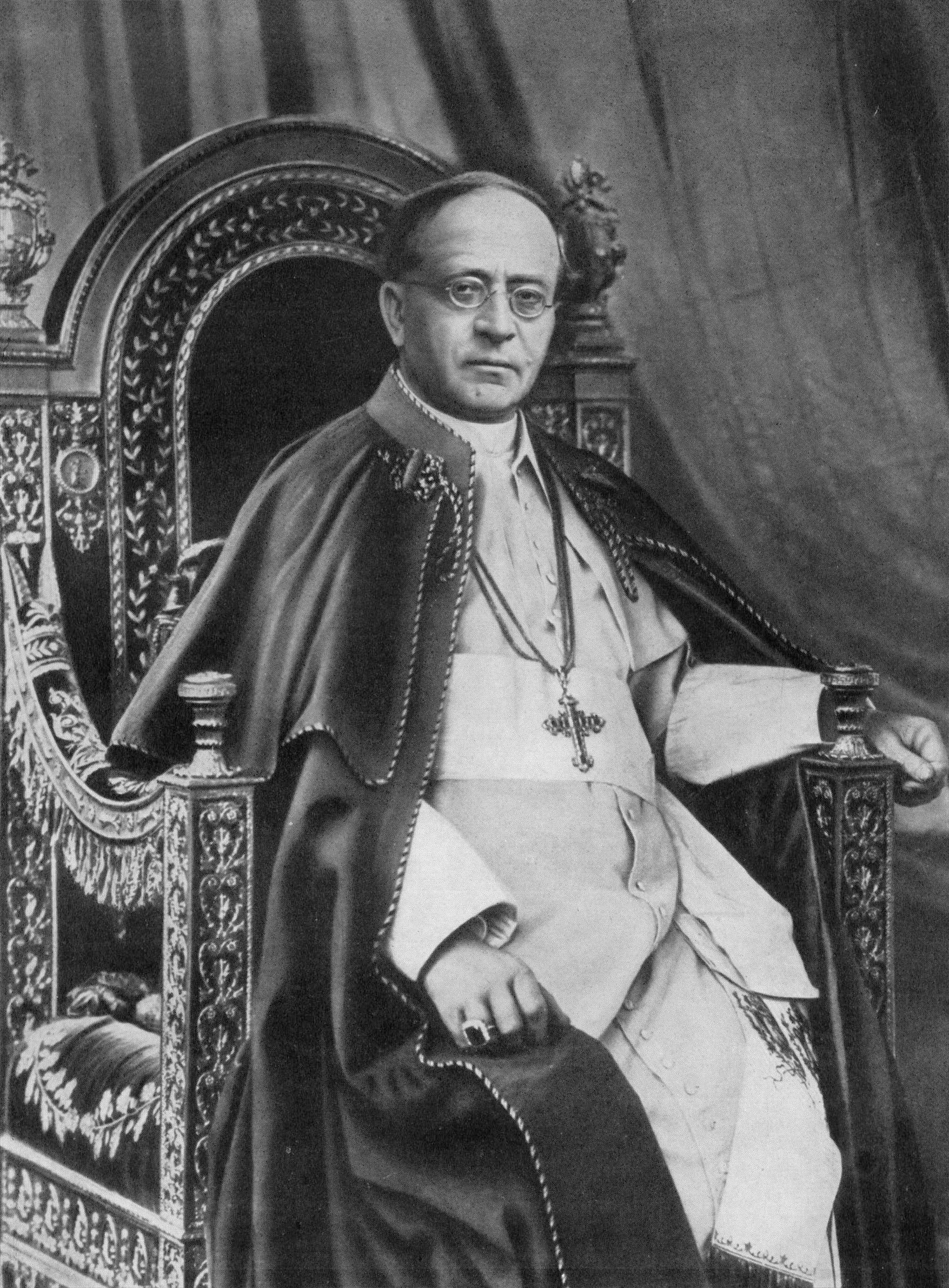
Papa Pio XI (1857-1939)

#### Papa Pio XI
Durante la visita del capo di Stato tedesco, il Papa in carica era Pio XI, eletto nel 1922. Egli aveva richiesto che Hitler presentasse una domanda formale per essere ricevuto in Vaticano e che si impegnasse a cessare le persecuzioni contro i cattolici tedeschi. Al rifiuto di Hitler, il Pontefice decise di lasciare San Pietro e di trasferirsi a Castel Gandolfo, ordinando la chiusura delle porte vaticane per impedire al Cancelliere di visitare la Cappella Sistina e i Musei Vaticani. 

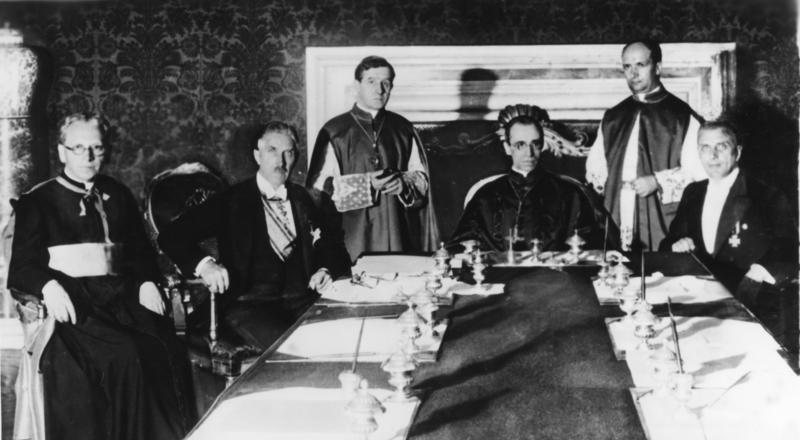
La firma del Reichskonkordat

Quasi un anno prima, il 10 marzo 1937, il Papa aveva emanato l'enciclica Mit brennender Sorge ("Con viva ansia" in italiano), in cui criticava duramente Hitler e il Nazionalsocialismo, che guardavano con sospetto al cattolicesimo per via della sua autonomia e della sua legittimità non subordinata allo Stato. Il regime mirava infatti a subordinare la Chiesa allo Stato. Nel 1933, il cardinale Eugenio Pacelli, futuro Pio XII, e Franz von Papen, vice-cancelliere del Reich, avevano siglato il Reichskonkordat, con cui la Germania stabiliva una rigida separazione tra Chiesa e Stato, proibendo le interferenze clericali in campo politico (articoli 16 e 32). L'accordo imponeva inoltre ai vescovi un giuramento di lealtà allo Stato e prevedeva che i sacerdoti fossero cittadini tedeschi sotto la giurisdizione di superiori tedeschi. Il concordato poneva anche restrizioni alle organizzazioni cattoliche. Poco prima della firma di questo accordo tra il governo hitleriano e la Santa Sede, la Germania aveva siglato intese simili con le principali confessioni protestanti tedesche.
Secondo l'ideologia nazionalsocialista, Hitler considerava che la religione fosse incompatibile con i princìpi del regime. Sebbene avesse deciso di rimandare l'eliminazione delle chiese cristiane al termine della guerra, rilasciò numerose dichiarazioni ostili nei confronti della Chiesa. Molti nazisti ritenevano i cattolici poco patriottici o addirittura sleali verso la nazione, sospettandoli di essere al servizio di "forze straniere ostili".
Il 3 maggio 1938, giorno dell'arrivo di Hitler a Roma, Papa Pio XI si trovava a Castel Gandolfo. In quell'occasione, rivolgendosi a giovani coppie di sposi, espresse critiche verso la croce uncinata nazista e manifestò disappunto per la massiccia esposizione di bandiere con la svastica che sventolavano per tutta Roma. Il Papa affermò: "Tristi cose avvengono, sventola su Roma l'insegna di un'altra croce, che non è la croce di Cristo". Queste parole suscitarono grande impressione e vennero riprese anche da giornali internazionali come The Washington Post. In Italia, tuttavia, il quotidiano Il Popolo d'Italia, organo del regime fascista, accusò il Pontefice di usare la croce di Cristo come arma politica. Secondo alcune fonti Hitler reagì con furia e si ipotizza che la morte di Pio XI, avvenuta nove mesi dopo, possa aver avuto legami con i contrasti tra il Papa e i governi di Roma e Berlino. Il medico personale di Pio XI era Francesco Petacci, padre di Claretta Petacci, l'amante di Benito Mussolini.

#### Italo Balbo e Dino Grandi

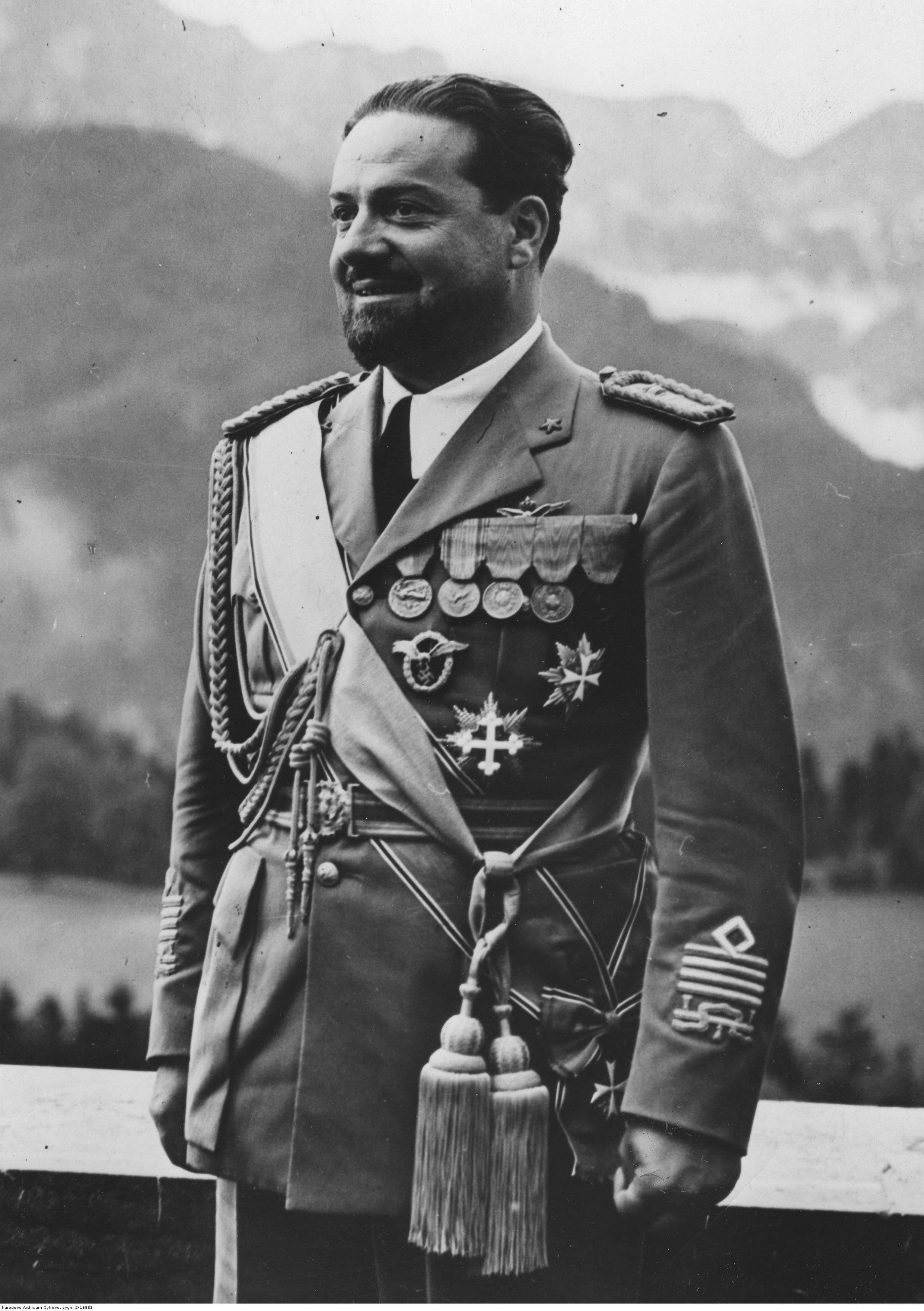
Italo Balbo

Tra gli assenti di rilievo figuravano anche due importanti esponenti del regime fascista, noti per la loro ostilità verso Hitler e la Germania: Dino Grandi, all'epoca ambasciatore a Londra, e Italo Balbo, governatore della Libia italiana e figura centrale nello sviluppo della Regia Aeronautica, noto per le sue celebri imprese aeree. In qualità di Maresciallo dell'Aria, Balbo avrebbe potuto partecipare almeno alle manovre aviatorie di Furbara, ma all'inizio di maggio 1938 partì da Tripoli per poi raggiungere il Kenya, ospite delle autorità inglesi. Dino Grandi, ex ministro degli Esteri, rimase invece a Londra. Mussolini preferì mantenere entrambi lontani da Roma durante la visita di Hitler.
Italo Balbo morì il 29 giugno 1940, pochi giorni dopo l'entrata in guerra dell'Italia, mentre si trovava a bordo del proprio aereo, abbattuto dalla contraerea italiana in quello che fu dichiarato come un incidente. Dino Grandi, invece, fu protagonista della caduta ufficiale di Mussolini. Nell'estate del 1943, con il regime fascista in grave crisi e l'invasione della Sicilia da parte delle forze anglo-americane, la notte fra il 24 ed il 25 luglio Mussolini presiedette l'ultimo Gran Consiglio del Fascismo. Durante questa riunione, Grandi presentò il famoso ordine del giorno che mise in minoranza Mussolini, portando alla sua destituzione. Il giorno successivo, Mussolini fu arrestato a Villa Savoia su ordine del Re, che accettò le sue dimissioni come Capo di Governo, ponendo fine al ventennio fascista. 

### La presenza di Casa Savoia
Durante la visita in Italia, il Führer fu ospite di Vittorio Emanuele III, più che di Mussolini, poiché Hitler era capo di Stato, mentre Mussolini ricopriva formalmente la carica di Presidente del Consiglio dei Ministri. Di conseguenza, Mussolini doveva camminare dietro al Re, a meno che quest'ultimo non gli permettesse di superarlo. La sera del 3 maggio, subito dopo l'uscita dalla stazione, Hitler salì sulla carrozza del Re, mentre Mussolini si allontanò in automobile, evitando così la posizione subalterna rispetto al Re e all'ospite tedesco. 
Durante tutta la visita, il sovrano fu molto attento a rispettare il cerimoniale, sottolineando la sua posizione di superiore rispetto a Mussolini. Un mese prima, infatti, Mussolini era stato nominato "Primo maresciallo dell'Impero", equiparandolo al Re nel grado più alto delle Forze armate, un titolo che tradizionalmente spettava solo al sovrano. Secondo alcune fonti, Vittorio Emanuele III avrebbe addirittura minacciato di abdicare per protesta contro questa equiparazione.

Bandiera del Regio Esercito, portata in parata dai Reggimenti.

Adolf Hitler ebbe modo di osservare con attenzione il ruolo di Mussolini e l'importanza dell'autorità di Vittorio Emanuele III. Mussolini era formalmente solo Capo del Governo, mentre Hitler, in qualità di Cancelliere tedesco, deteneva un potere assoluto in Germania, che nessuno poteva formalmente revocare. Al contrario, in Italia, il Re manteneva l'autorità per rimuovere Mussolini, come avvenne il 25 luglio 1943. Hitler e la sua delegazione notarono come il Re fosse visibilmente superiore a Mussolini e come la monarchia italiana prevalesse sul regime fascista. Questo fu particolarmente evidente durante la grande parata del 6 maggio lungo i Fori Imperiali: la tribuna reale era decorata con le insegne di Casa Savoia, anziché coi simboli del fascismo; accanto alla tribuna erano schierati i Corazzieri del Re e non i moschettieri del Duce. I soldati che sfilavano avevano giurato fedeltà al sovrano, non a Mussolini; le loro uniformi portavano le stellette anziché i fasci, e le bandiere dei reggimenti erano decorate con lo stemma sabaudo senza alcun simbolo fascista.
Tornato in Germania, come riporta il diario di Goebbels, Hitler ordinò l'espulsione di tutti i militari e funzionari tedeschi che manifestavano tendenze monarchiche. L'esperienza italiana aveva infatti mostrato ai tedeschi che il potere in Italia era suddiviso e che l'autorità di Mussolini risultava meno stabile di quanto inizialmente percepito.

### L'esibizione delle Forze armate
Con l'arrivo di Hitler in Italia, Mussolini desiderò mostrare all'alleato la potenza militare del regime. La più imponente sfilata e manovra organizzata per l'occasione fu la rivista della Regia Marina nel Golfo di Napoli, il 5 maggio 1938. Tuttavia, non furono presenti portaerei tra le varie imbarcazioni; una risorsa che sarebbe stata strategicamente utile durante la Seconda guerra mondiale. Per quanto riguarda le forze terrestri, la parata ai Fori Imperiali del 6 maggio fornisce un'ulteriore prova di forza: Hitler ammirò i numerosi e diversi reparti militari, che avevano adottato il "passo dell'oca", ribattezzato da Mussolini "passo romano". Sfilarono anche i reparti autotrasportati, ancora poco presenti nell'Esercito, e i veicoli blindati, rappresentati dai piccoli carri L3 prodotti da Ansaldo.
A Furbara, numerosi aerei compirono complesse evoluzioni. L'aviazione italiana non era considerata all'altezza di quella tedesca o, ancor meno, di quella inglese. Dopo la sfilata aerea, Hitler assistette a Santa Marinella alle manovre dell'Esercito, dove osservò che la potenza di fuoco della fanteria italiana appariva inferiore ai corrispondenti reparti francesi o tedeschi. Tuttavia, la delegazione tedesca rimase favorevolmente impressionata dalla forza della marina italiana.

## Nella cultura di massa
Il primo viaggio di Hitler in Italia è l'evento che fa da sfondo narrativo al film "Una giornata particolare" del 1977 di Ettore Scola, interpretato da Sophia Loren e Marcello Mastroianni.